# Ligne 141 (Infrabel)
La ligne 141 Manage - Baulers (Nivelles) - Court-Saint-Étienne est une ancienne ligne de chemin de fer belge.
Créée par la « Société anonyme des chemins de fer belges de la jonction de l'Est », une des sociétés à capitaux anglais ayant saisi l'occasion d'investir sur le sol belge, la ligne doit permettre d'écouler la production extractive et manufacturière de la région du centre vers l'intérieur du pays. Elle offrira aussi des débouchés au tissu industriel des régions traversées.
Elle a aussi été la première à desservir la ville de Nivelles. Comme beaucoup de lignes secondaires, elle sera victime de la concurrence de la route après la Seconde Guerre mondiale. Seuls subsisteront quelques moignons de ligne avec le statut de raccordement industriel.
La moitié Nord-Est de la ligne forme une « trans-brabançonne » qui relie Nivelles, Ottignies et Wavre (en prolongement des lignes 140 et 139 toujours exploitées). Ce sont les trois principales villes de la province du Brabant wallon), qui constituent également la partie Sud et fort peuplée de la grande banlieue bruxelloise. Aussi, des acteurs locaux souhaitent une réouverture que les finances du rail belge n'ont jusqu'à présent pas permis de réellement mettre en œuvre.

## Historique
- Fin 1852, La compagnie de la jonction de l'Est a donc obtenu la concession lui permettant de poser et d'exploiter une ligne de chemin de fer entre Manage, Nivelles et Wavre. Les Ateliers de construction du Grand-Hornu réalisent la partie métallique des deux viaducs de la ligne, à Arquennes et Nivelles.
- La compagnie de la jonction de l'Est intégra le consortium de la Société générale d'exploitation.
- En 1870, la Société générale d'exploitation est démantelée et les Chemins de fer de l'État Belge reprennent l'exploitation.
- Le viaduc métallique d'Arquennes, long de 182 m et haut de 15 m, voit sa longueur fortement réduite peu après 1870 : cinq de ses sept travées sont remplacées par un talus avec un tunnel en briques rue de la Baronne et de nouvelles culées de part et d'autre du canal. Les deux travées restantes seront renouvelées en 1902[1].
- La ligne traverse la première moitié du XXe siècle sans remous, elle sera notamment utilisée par l'occupant au cours des deux conflits mondiaux, que ce soit lors de sa progression ou de son repli.
- Après la Seconde Guerre mondiale, les "trente Glorieuses" voient l'émergence du "tout à la route" induisant le remplacement du trafic voyageur par un service d'autobus de substitution. Le dernier convoi Manage - Baulers circule en 1959 (1953 sur l'autre moitié de la ligne).
- En conséquence, la ligne est remise à voie unique (en 1953 pour la section est et en 1960 pour la section ouest). La section entre Feluy et le zoning industriel de Nivelles nord n'est plus parcourue par aucun convoi régulier, seules les locomotives assemblées par la Brugeoise et Nivelles y font encore occasionnellement leur galop d'essai.
- En 1970, la section Seneffe - Nivelles nord est déferrée, suivie en 1985 par les voies entre Baulers et Genappe. À cette époque, il subsiste donc la desserte des parcs industriels de Nivelles nord (depuis Baulers) et Seneffe (depuis Manage), ainsi que de la sucrerie de Genappe (depuis Court-Saint-Étienne).
- En 1980, la fermeture de l'implantation de Nivelles de Bombardier Transportation (qui a absorbé la Brugeoise et Nivelles) induit la fin de la desserte de Nivelles nord, et son déferrement en 1988.

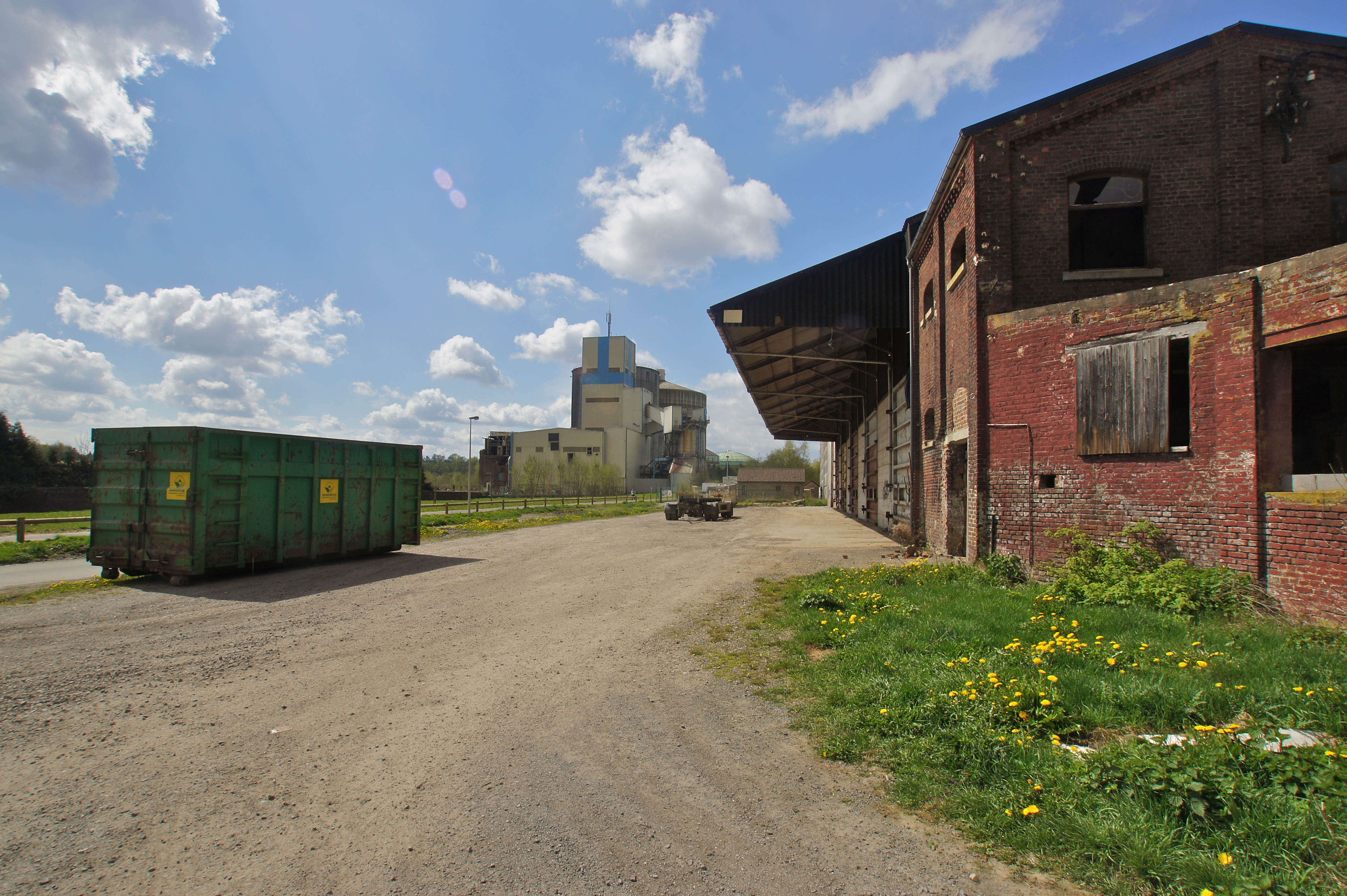
Emplacement de l'ancienne gare et sucrerie de Genappe

- En 2003, à la suite d'un déraillement, la sucrerie de Genappe (qui fermera elle-même en 2004) renonce à sa desserte ferroviaire. En 2005, la voie est désactivée et en 2007, elle est démontée.

## Les ouvrages d'art
La ligne compte peu d'ouvrages d'art : un pont sur le canal Bruxelles-Charleroi et un autre sur la Samme aux environs de Seneffe.

## Utilisation
Actuellement, la ligne est majoritairement déferrée. Il subsiste une courte section entre Manage et Seneffe pour la desserte du zoning de Seneffe.
Le reste de la ligne est parcourable comme sentier non carrossable.
En juillet 2009, la direction des Ponts et Chaussée du brabant wallon a déposé une demande de permis de bâtir pour la conversion en RAVeL (voie verte).
Au début 2010 ont commencé des travaux pour aménager la partie entre Nivelles et Genappe en RAVel. L'inauguration officielle par les autorités de Nivelles et Genappe a eu lieu le 24 septembre 2011.
La forte augmentation du trafic voyageurs qui se fait ressentir de plus en plus à cause, entre autres, de la hausse des prix de l'essence et du diesel et des routes embouteillées, inciterait la SNCB à rouvrir la ligne entre Ottignies et Nivelles, voire à la prolonger à nouveau jusque Manage. Des études sont actuellement menées pour permettre de rouvrir la ligne et de l’insérer même dans le projet RER.